# Велика Аря
Велика Аря (рос. Большая Аря) — село в Лукояновському районі Нижньогородської області Російської Федерації.
Населення становить 547 осіб. Входить до складу муніципального утворення Большеарська сільрада.

## Історія
Від 2009 року входить до складу муніципального утворення Большеарська сільрада.

## Населення
| 2002 | 2010 |
| ---- | ---- |
| 665  | ↘547 |